# 吴忠标
吴忠标，浙江大学教授，主要从事大气污染控制与治理、污染控制与资源化等方面的研究工作。入选中华人民共和国教育部2009年度"长江学者"特聘教授，享受中国国务院政府特殊津贴。曾就读于浙江大学化学工程专业。